# Бёрдхилл (станция)
Бёрдхилл — железнодорожная станция, открытая 23 июля 1860 года и обеспечивающая транспортной связью одноимённую деревню в графстве Северный Типперэри, Республика Ирландия.